# Steve "Silk" Hurley

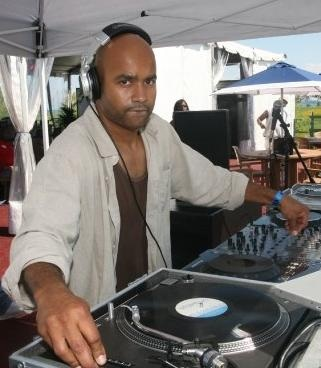
Steve "Silk" Hurley.

Steve "Silk" Hurley, egentligen Steven Hurley, född 9 november 1962 i Chicago, Illinois, är en amerikansk musikproducent och DJ, känd som en pionjär inom housemusiken. Hans låt "Jack Your Body" blev 1987 som första houselåt etta på den brittiska singellistan.